# Манап
Манап (кирг. ماناپ, манап) — представитель привилегированного феодального сословия у северных киргизов, противоположность простонародью, букаре. Наследственные манапы известны по крайней мере с 1840-х годов, у южных киргизов им соответствовали датхи и беки. Российская администрация использовала манапов в низовых управленческих структурах с 1865 года, когда киргизские племена, принявшие российское подданство, получили модель народно-кочевого и военно-казачьего уездного
управления. После Великой Октябрьской
революции манапы активно участвовали в басмачестве.

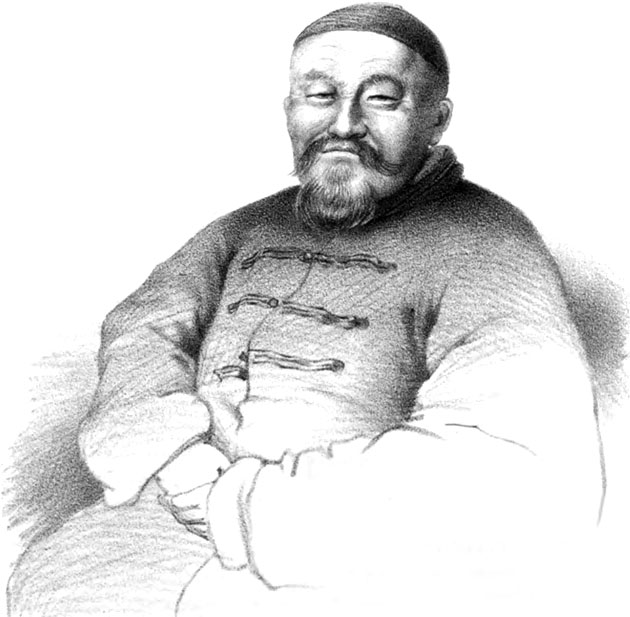
Боромбай — видный киргизский манап второй половины XIX в. Являлся правителем одного из крупнейших племен северного Кыргызстана — бугу. Владел Иссык-Кулем и близлежащими землями

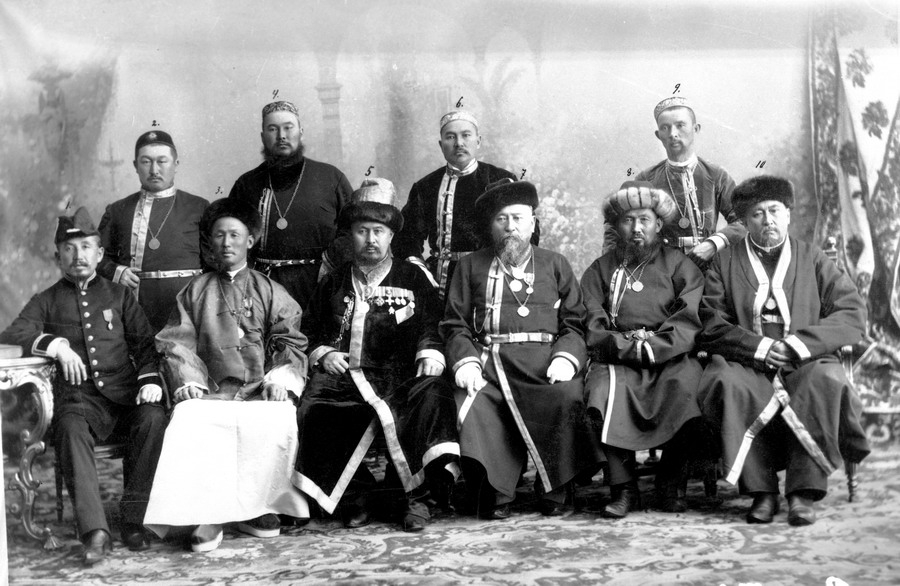
Киргизские волостные управители (ага-манапы), а также дунганский волостный управитель (3) и уйгурский купец (5). Российская империя, 1899 г.

В XVII веке на территории северного Кыргызстана институт манапства появился как новое аристократическое сословие. По заметкам Ч. Ч. Валиханова, термин «манап» связан с киргизским правителем Манап-бием, который отличался крайним деспотизмом и жестокостью. Первые манапы появились среди крупного племени сарыбагыш, в последствии этот титул начал употребляться феодалами северного Кыргызстана, заменив прежний титул «бий». В то же время феодалы южного Кыргызстана продолжали использовать титулы «датка», «бий» и «бек». Сословие манапов было противоположно сословию «кара-букары». 
Власть манапов ограничивалась существованием у киргизов власти, основанной на военных заслугах личности, т.е. меритократии. Среди киргизов больше ценились военные достижения, нежели экономические и социальные качества претендента, выдвинутую личность именовали титулом «батыр». Активное развитие института манапства на территории северного Кыргызстана привело к тому, что в существенной части северо-киргизских племен и родов манапы начали единолично управлять военно-административной, хозяйственно-экономической и судебной властью, став главнее биев, которые выполняли функции третейских судей.
Среди манапов появилась своя иерархия:
- чон-манапы (ага-манапы) — крупные феодалы (1-2 тысячи юрт);
- чынжырлуу-манапы — наследственные манапы;
- орто-манапы — средние манапы;
- чала-манапы — мелкие, манапы, полностью зависимые от других;
- чолок-манапы — низший слой манапов;
- букара-манапы — родня манапов, без власти, но отличающаяся более высоким статусом от простонародья.

В советский период первая высылка баев и манапов из Киргизии была в 1927 году, когда постановлением ОГПУ Киргизской АССР на 3 года были отправлены в административную ссылку в Казахскую АССР 20 киргизских баев и манапов. В 1928—1929 годах были высланы 40 баев и манапов с семьями, с конфискацией их имущества, большинство высланных выбрали местом ссылки Оренбургскую область. Баи и манапы способствовали массовому убою скота в период коллективизации. Так, в конце 1930 года в Таласском районе баи и манапы организовали праздники и поминки, спровоцировав население на убой 5 тысяч баранов и 300 лошадей.